# Grand L. Bush
Grand L. Bush (Los Angeles, Califórnia, 24 de dezembro de 1955) é um ator americano que trabalha no cinema e televisão.

## Filmografia
- Hair (1979)
- Hard Feelings (1982)
- Vice Squad (1982)
- Night Shift (1983)
- Streets on Fire (1984)
- Weekends Pass (1984)
- Brewster's Millions (1985)
- Hollywood Shuffle (1987)
- Lethal Weapon (1987)
- Colors (1988)
- Die Hard (1988)
- Licence to Kill (1989)
- Lethal Weapon 2 (1989)
- O Exorcista III (1990)
- The First Power  (1991)
- Maniac Cop III: Badge of Silence (1993)
- Demolition Man (1994)
- Street Fighter (1994)[2]
- Turbulence (1997)
- Building Bridges (2000)
- Shark Hunter (2002)
- New Alcatraz (2003)